# Kamári (Crète)
Pour les articles homonymes, voir Kamári.
Kamári, en grec moderne : Καμάρι, est un village du dème de Malevízi, de l'ancienne municipalité de Tylissos, dans le district régional d'Héraklion en Crète, en Grèce. Selon le recensement de 2001, la population de  Kamári compte 113 habitants. Le village est situé à une altitude de 230 m, à une distance de 19,2 km de Héraklion et de 5 km de Tylissos.
Dans le recensement Kastrofylakas, en 1583, il est mentionné sous le nom de Mertocamaro avec 94 habitants.

## Source de la traduction
- (el) Cet article est partiellement ou en totalité issu de l’article de Wikipédia en grec moderne intitulé « Καμάρι Ηρακλείου » (voir la liste des auteurs).